# Merton (Oxfordshire)
Merton – wieś w Anglii, w hrabstwie Oxfordshire, w dystrykcie Cherwell. Leży 14 km na północny wschód od Oksfordu i 82 km na północny zachód od Londynu. W 2001 miejscowość liczyła 449 mieszkańców.